# Institut catholique de Vendée
L’Institut catholique de Vendée, aussi connu sous le nom d'Institut catholique d’études supérieures (ICES), est un établissement d'enseignement supérieur privé, créé en 1990 sous la forme d'une association à but non lucratif, situé à La Roche-sur-Yon, en Vendée.
L'ICES accueille plus de 1 900 étudiants en 2024 et délivre des diplômes d’État en licence, double licence et master. Le 12 avril 2023, il est devenu le 238e établissement d’études supérieures en France à intégrer la Conférence des grandes écoles (CGE).

## Histoire
L'ICES a été créé en 1990 sous l'impulsion de Philippe de Villiers avec l'appui de Joseph Ratzinger et Jean-Paul II. 
En 1990, au moment de sa création, l'ICES compte 252 étudiants ; ils sont 1 500 en 2020 (dont 33 % de boursiers).
Dessiné par l’architecte français Denis Laming, l’ICES comprend un bâtiment principal, érigé entre 1990 et 1991 sur le site de l'ancienne école normale d'institutrices, au grand dam de la gauche. Le coût des travaux issu de fonds publics fit également polémique. Le site a été complété d’une aile supplémentaire en 1994. En 1997, la construction de la Bibliothèque Jean-Paul II vient achever les plans de l’architecte. En 2000, sous l’impulsion d’Hervé Grollier, Denis Laming réalise l’intégration d’une résidence d’étudiants dans le couvent désaffecté des Sœurs des Écoles chrétiennes de la Miséricorde, voisin du bâtiment principal.
L’Institut catholique d’études supérieures (ICES) ouvre ses portes à La Roche-sur-Yon en 1990. Depuis le 29 août 2014, l’établissement est associé par contrat aux missions de service public de l’enseignement supérieur français.
Juridiquement, l’ICES est régi par une association dite « loi de 1901 » sous l’intitulé OGICES (Organisme de gestion de l’Institut catholique d’études supérieures). L’ICES est officiellement reconnu par l’Église catholique en 2010 et est régi par la constitution apostolique de Jean-Paul II Ex Corde Ecclesiæ ; les évêques de Luçon en sont nommés chancelier. Cette fonction est actuellement remplie par François Jacolin.
L’Institut catholique d’études supérieures est membre du Conseil international des universités de Saint-Thomas-d’Aquin. Ce réseau, généralement connu sous l’acronyme d’ICUSTA, favorise les échanges universitaires entre étudiants, professeurs et chercheurs.
Dans un rapport de 2017, les experts de l'HCERES notent : « Après une crise qui démarre en 2005 liée à la diminution des effectifs étudiants, une instabilité certaine s’installe entre 2006 et 2013. En 2013, l’actuel président est chargé de réorganiser l’établissement. À cet effet, il propose un projet stratégique « ICES horizon 2025 », qui doit assurer le développement de l’Institut, tant en nombre d’étudiants qu’en matière immobilière ».
En 2017, l’ICES compte 19 enseignants et enseignants-chercheurs permanents. L’essentiel des enseignements est cependant dispensé par des enseignants ou enseignants-chercheurs issus d’autres établissements d'enseignement secondaire ou supérieur, publics comme privés, et des représentants du monde professionnel.
L'Institut compte 33 employés administratifs et techniques. Son budget s'élève en 2015 à 7,4 M€/an dont environ 3 M€ de subventions publiques (État : 11 % ; Collectivités locales : 89 %). Il compte huit filières d’enseignement classique (biologie, droit, histoire, langues, lettres modernes et classiques, mathématiques-informatique, physique-chimie, science politique) qui permettent d’obtenir un diplôme universitaire de 1er et 2e cycle.

## Polémiques

### Homophobie

#### Enseignants
Selon des témoignages recueillis par France Bleu, des étudiants se seraient plaints de propos tenus par certains enseignants à l’époque du vote de la loi sur le mariage pour tous. Selon cet article de presse, ces enseignants auraient été écartés par la nouvelle direction en 2013. Comme le rappelle la direction de l’établissement, « l’ICES ce n’est pas 1 ou 2 professeurs, mais 450 professeurs et enseignants personnels qualifiés ».

#### Incident de mai 2019
En mai 2019, un groupe d'une douzaine d'étudiants auraient pris des militants LGBT à partie en éclatant des ballons de baudruches et en les injuriant sur un stand LGBT installé place Napoléon,, lors de la Journée mondiale contre l'homophobie et la transphobie. Plusieurs d’entre eux ont été identifiés comme étant des étudiants de l’ICES. Le président de l'Institut, Éric de Labarre, a réagi en se disant scandalisé par ces comportements qui nuisent à l’image de l’ICES et à ses valeurs, les qualifiant de contraires au règlement intérieur et à la charte de vie de l'ICES que tout étudiant s’engage à respecter au moment de son inscription. Il précisait à cette occasion que des sanctions disciplinaires pourraient être prononcées à l’égard des étudiants concernés. Trois étudiants ont été exclus à la suite d’un conseil de discipline en lien avec ces faits.
Le 9 septembre 2019, les étudiants concernés ont été jugés non-coupables par le tribunal correctionnel de La Roche-sur-Yon pour les chefs d'injures à raison de l’orientation sexuelle, mais ils ont été condamnés pour « entrave à la liberté de réunion et de manifestation ». En 2020, la cour d'appel de Poitiers a entièrement relaxé les prévenus de tous les chefs d’accusation.

## Personnalités liées à l'ICES

### Anciens élèves
- Bruno Seillier (1974), scénariste, metteur en scène et directeur artistique français - Promotion 1992[22]
- Yannick Moreau (1975), député de la troisième circonscription de la Vendée (divers droite) - Promotion 1993[23]
- Nicolas de Villiers (1979), chef d'entreprise et président du Puy du Fou - Promotion 1997[24]
- Marième Badiane (1994), joueuse française de basket-ball - Promotion 2012[25]
- Émilien Jeannière (1998), coureur cycliste français - Promotion 2016[26]

### Enseignants
- David Engels[27].
- Thierry Lentz[28]
- François Molins[29]